# Saab 90
|  | Denne artikel omhandler personbilen Saab 90. For flyet, se Saab 90 Scandia. |
Saab 90 (type B) var en stor mellemklassebil fra Saab Automobile, fremstillet mellem august 1984 og august 1987.

## Historie/teknik
Saab 99 blev i august 1984 afløst af to modeller, nemlig Saab 900, som var placeret højere i det nye modelprogram samt af Saab 90, som blev Saabs nye indstigningsmodel. Saab 90 fandtes kun som todørs sedan. Grunden til at navnet blev ændret fra Saab 99 til Saab 90, var for at namnet bedre skulle harmonisere med Saab 900 og Saab 9000.
Frontpartiet mindede meget om Saab 99, mens bagvognen var hentet fra den nye Saab 900. Ligesom Saab 900 delte modellen platform med Saab 99. Modellen blev udelukkende fremstillet hos Valmet i Uusikaupunki, Finland, hvor også Saab 99 blev fremstillet i de sidste modelår (1981 til 1984).
Saab 90 fandtes udelukkende med basismotoren fra 99 på 2,0 liter med 73 kW (99 hk). Ligesom i de andre Saab-modeller fra modelår 1985, blev motoren udstyret med hærdede ventilsæder for at kunne køre på blyfri benzin. Motoren kom aldrig med katalysator. Firetrins manuel gearkasse var standardudstyr, mens fem gear kunne fås som ekstraudstyr. 
Ud over metallak og manuelt soltag kunne Saab 90 ikke leveres med nogle former for ekstraudstyr fra fabrikken.
I starten af 1986 gennemgik modellen et facelift med modificerede kofangere og blinklys i forskærmene. I 1987 blev motoren udstyret med en ny karburator, og også interiøret blev modificeret.
Til det europæiske marked blev der produceret 25.378 eksemplarer, hvoraf størstedelen blev i Skandinavien. På grund af kommende love om nedsættelse af kulilteudslip, blev produktionen indstillet i 1987.

## Tekniske data
|                                      | Saab 90            |
| Byggeperiode                         | 8/1984−8/1987      |
| Motordata                            |                    |
| Motortype                            | R4-benzinmotor     |
| Antal ventiler pr. cylinder          | 2                  |
| Ventilstyring                        | OHC, tandrem       |
| Fødesystem                           | Karburator         |
| Trykladning                          | –                  |
| Køling                               | Vandkøling         |
| Boring × slaglængde                  | 90,0 × 78,0 mm     |
| Slagvolume                           | 1985 cm³           |
| Kompressionsforhold                  | 9,5:1              |
| Maks. effekt ved omdr./min.          | 73 kW (99 hk) 5200 |
| Maks. drejningsmoment ved omdr./min. | 162 Nm 3500        |
| Kraftoverførsel                      |                    |
| Drivende hjul                        | Forhjul            |
| Gearkasse (standardudstyr)           | 4-trins manuel     |
| Gearkasse (ekstraudstyr)             | 5-trins manuel     |
| Præstationer                         |                    |
| Topfart                              | 165 km/t           |
| Acceleration 0-100 km/t              | 14,0 sek.          |

Ligesom alle øvrige Saab-modeller med benzinmotor fra og med årgang 1979, kan Saab 90 køre på E10-brændstof.